# 食品表示法
食品表示法（しょくひんひょうじほう、平成25年6月28日法律第70号）は、日本の食品表示に関する法律である。
2013年6月28日に公布、2015年4月1日に施行された。「JAS法」「食品衛生法」「健康増進法」の3法の食品表示に関する規定を整理、統合したものである。また、是正措置権限および調査権限の拡充を図っている。衆議院・参議院の両院とも全会一致で可決された。